# فرد مكارثي
فرد مكارثي (بالإنجليزية: Fred McCarthy) هو فنان قصص مصورة أمريكي، ولد في 5 سبتمبر 1918 في ماساتشوستس في الولايات المتحدة، وتوفي في 26 أكتوبر 2009 في دلراي بيتش في الولايات المتحدة بسبب مرض.